# FIFA Football 2002
FIFA Football 2002, conocido en Norteamérica como, FIFA Soccer 2002 y en el resto del mundo como FIFA 2002 o FIFA 02, es un videojuego de fútbol publicado el 29 de octubre de 2001 producido por Electronic Arts y editado por EA Sports.
Fue el noveno juego de la serie. Un amplio número de nuevas características fueron añadidas para mejorar la versión anterior. Unas cinemáticas al mejor estilo televisivo en el inicio, entretiempos y final de cada partido, y con los comentarios más interactivos y variados, con la interesante capacidad de hablar sobre jugadores puntuales o momentos decisivos de sus carreras. El estreno de su aclamado "Freestyle Control" que permitía unos movimientos más suaves y acordes con la situación de juego, filigranas incluidas.
Este videojuego brinda la opción a sus usuarios de crear equipos, jugadores, ligas y torneos. También se pueden hacer traspasos de los jugadores de uno a otro equipo y permite sacar la opción de tarjetas  por ejemplo, para facturar al arquero rival. 
Con comentarios de John Motson y Andy Gray.
Esta es la última entrega de FIFA en representar a la Selección de fútbol de Japón, puesto que la JFA (Asociación de Fútbol de Japón) le dio derechos exclusivos de imagen a Konami a partir de Pro Evolution Soccer 3.

## Ligas
Para esta edición, se añade por primera vez a la liga de Suiza. Aunque también se pierden las ligas de Grecia y Países Bajos.
- Bundesliga
- Jupiler League
- Liga do Brasil (A) (B) (P)
- SAS Ligaen
- Barclays Premier League
- Ligue 1
- Bundesliga
- Israel Premier League (A) (C)
- Serie A (A) (D)
- K-League (P)
- Tippeligaen
- Scottish Premier League
- Primera División Española
- Allsvenskan
- Super League (Nueva) (P)
- Major League Soccer

(A) Logo y nombre de la liga están sin licenciar.
(B) No esta licenciado el club Esporte Clube Vitória
(C) No están licenciados los clubes Maccabi Kiryat Gat y el Hapoel Ironi Rishon LeZion FC
(D) No esta licenciado el club Bologna Football Club 1909
(P) Solo están disponibles en las versiones de PS2, Gamecube y PC.
- Levski Sofia (Vuelve)
- FC Sigma Olomouc (Nueva)
- Sparta Praga (Vuelve)
- Olympiakos
- Ajax
- Feyenoord
- PSV
- Wisla Cracovia (Nueva)
- Benfica (Vuelve)
- Porto (Vuelve)
- Sporting de Portugal (Vuelve)
- Rapid Bucarest (Vuelve)
- Maribor Teatanic Bran (Vuelve)
- Galatasaray

## Selecciones Nacionales
En el FIFA Football 2002 estaban presente todos los equipos de las siguientes confederaciones:
- AFC
- CONCACAF
- CONMEBOL
- UEFA

Así como las siguientes selecciones:
- Australia
- Camerún
- Marruecos
- Mauricio
- Nigeria
- Nueva Zelanda
- Sudáfrica
- Túnez
- México

## Banda sonora
La banda sonora de este juego se compone de una selección de temas principalmente de artistas relacionados con la música electrónica (Ministry of Sound), mientras que el tema musical es del conjunto, Gorillaz, representado comercialmente por Virgin Records. Por única vez en toda la saga, se ofrece la posibilidad de jugar los partidos con música de fondo. 
- BT - "Never Gonna Come Back Down (Hybrid’s Echoplex Dub)"
- Cirrus - "Stop and Panic"
- Conjure One - "Redemption (Max Graham Dead Sea Remix)
- DJ Tiësto - "Flight 643"
- Gorillaz - "19-2000 (Soulchild Remix)"
- Gouryella - "Tenshi"
- Issi Noho - "First Snow (General Midi Remix)"
- R4 - "Revolution"
- DJ Sandy vs. Housetrap - "Overdrive (Junkie XL Remix)"
- Schiller - "Das Glockenspiel (DJ Tiesto Remix)"
- Terpsichord - "The Bells"
- The Edison Factor - "Repeat the Sequence"
- Vitae - "Energy Flow"

## Recepción
El juego fue recibido con una recepción positiva. GameRankings y Metacritic le dieron una puntuación del 82% y 77 de 100 para la versión para PC; 81% y 81 de 100 para la versión de GameCube; 79% y 81 de 100 para la versión de PlayStation; y 79% y 82 de 100 para la versión de PlayStation 2. En Japón, Famitsu le dio una puntuación de 34 de 40 para la versión de GameCube, y 32 de 40 para la versión de PS2.